# Olula de Castro (kommun)
Olula de Castro är en kommun i Spanien.   Den ligger i provinsen Provincia de Almería och regionen Andalusien, i den södra delen av landet, 400 km söder om huvudstaden Madrid. Antalet invånare är 191. Arean är 34 kvadratkilometer. Olula de Castro gränsar till Bacarés.
Terrängen i Olula de Castro är huvudsakligen kuperad, men norrut är den bergig.